# Klimop
Klimop (Hedera helix), ook wel eiloof, (boom)veil of ifte genoemd, is een groenblijvende, houtige liaan uit de klimopfamilie (Araliaceae). De plant groeit op vochtige, voedselrijke grond langs muren en ook schoorstenen, en tegen bomen waaraan de plant zich met korte hechtwortels vastklampt.

## Determinatie
Het is een in de gematigde streken groeiende liaan. De plant kan meer dan 20 m hoog klimmen, maar kan ook uitgestrekt over de grond liggen en als bodembedekker optreden. De plant verspreidt een eigenaardige, wat harsachtige geur. Soms scheidt de plant ook werkelijk een roodbruin gekleurd hars af. De bladeren en vruchten van klimop zijn voor de mens giftig.
Klimop heeft leerachtige, verspreid staande bladeren. Oudere klimmende planten die voldoende licht ontvangen kunnen boogvormig afstaande bloeiende zijtakken vormen. Klimop vertoont bladdimorfie: de bladeren aan de niet bloeiende takken zijn handvormig gelobd tot gespleten met een hartvormige bladvoet, terwijl de bladeren aan de bloeiende zijtakken eirond zijn en niet gedeeld. Worden deze zijtakken gestekt dan ontstaat er een klimopplant die geen klimstengels meer kan vormen. Deze vorm wordt in siertuinen gebruikt voor de zogenaamde "bolvormige" klimop.
De bloemen staan in bolle schermen die in trossen gerangschikt zijn. De bloemen zijn klein, tweeslachtig, regelmatig, vijftandig en geelgroen. De bloei is in de nazomer en de herfst van september tot december. Klimop is een belangrijke drachtplant. Bloeiende klimop is voor vele insecten in de herfst een rijke bron van nectar en stuifmeel, omdat er dan weinig andere planten bloeien.
De dofzwarte bessen zijn in de lente rijp.

### Gelijkende taxa
Klimop lijkt veel op Atlantische klimop (Hedera hibernica). Atlantische klimop heeft echter minder diep ingesneden blad en aangedrukte, stervormige beharing op de onderzijde van het blad.

## Ecologie
Klimop kent een vrij brede ecologische amplitude. Ze komt zowel voor op zonnige als beschaduwde standplaatsen, op matig droge tot matig vochtige, eutrofe tot mesotrofe, zwak zure, vrij kalkarme tot vrij kalkrijke grond (zand, leem, mergel, klei en stenige of rotsachtige grond). De soort wordt aangetroffen in loofbossen, gemengde bossen, bosranden, loofstruwelen, houtwallen, heggen en op muren en rotsen. Vaak is de plant ook te zien op geluidsschermen langs bijvoorbeeld snelwegen. Oude muren met poreuze voegen kunnen op de lange duur schade ondervinden. Moderne gebouwen, die een stevigere voeging hebben, ondervinden over het algemeen geen schade van klimop.

### Syntaxonomie
Klimop is een kensoort voor de klasse van eiken- en beukenbossen op voedselrijke grond (Querco-Fagetea). Binnen deze klasse kan de soort tot hoog in de boomlaag klimmen en komt daar ook tot bloei. In de klasse van eiken- en beukenbossen op voedselarme grond (Quercetea robori-petraeae) wordt klimop ook aangetroffen, maar dan slechts in een kruipende en niet-bloeiende vorm.

### Fauna
Klimop is een goede slaap- en schuilplaats voor allerlei vogels. Bloeiende klimop trekt vlinders en andere op nectar beluste insecten aan. De bessen worden 's winters tot in het voorjaar onder meer door merels, spreeuwen en houtduiven gegeten. Gezonde en vitale bomen lijden er over het algemeen niet onder om door klimop begroeid te raken. In klimop nestelen graag vogels zoals heggenmus, merel, winterkoning en grauwe vliegenvanger. In het klimopstruweel overwinteren sommige dagvlinders zoals de gehakkelde aurelia. Bepaalde wandelende takken eten het liefst groene klimop.

## Verspreiding
Het natuurlijke verspreidingsgebied van klimop strekt zich uit over ruwweg Zuid-, Centraal- en West-Europa tot in het zuiden van Scandinavië. Daarnaast kent haar verspreiding uitstralingen naar Zuidoost-Europa tot in de Kaukasus, Klein-Azië, Libanon en het noorden van Iran. In Noord-Amerika is klimop op verscheidene plaatsen ingeburgerd. 

## Symboliek
Klimop is een zinnebeeld voor trouw (het aanhechten) en eeuwig leven (blijft immer groen). Op grafstenen wordt het dan ook gebruikt als symbool voor onsterfelijkheid.
In het Oude Egypte was klimop gewijd aan Osiris en in het Oude Griekenland aan Dionysos.

## Toepassingen

### Tuin en -kamerplant
Klimop wordt als tuinplant gebruikt en ook wel als kamerplant. Vooral voor het scheiden van tuinen is de plant populair. De plant is tevens in gebruik om geluidswallen langs autowegen of loze muren een groener aanzien te geven.

### Zeep
Vanwege het hoge saponinegehalte kan een afkooksel van klimopbladeren gebruikt worden als wasmiddel.

### Werkzame stoffen
Voorts bevat klimop de volgende werkzame stoffen: glycoside, saponine, jodium, zink, koper, mangaan, lithium en aluminium.